# John Reilly (acteur)
John Reilly (Chicago, Illinois, 11 november 1934 - 9 januari 2021) was een Amerikaans acteur.

## Biografie
Reilly was vader van 3 kinderen.
Reilly werd in 1986 genomineerd voor de Soap Opera Digest Awards in de categorie Beste Acteur in de hoofdrol in een dagelijkse televisieserie voor de televisieserie General Hospital. 
Reilly begon in 1965 met acteren in de televisieserie Death Valley Days. Hierna heeft hij nog meer rollen gedaan in televisieseries en films, zoals Gunsmoke (1974), Hawaii Five-O (1978), Hart to Hart (1981-1982), Dallas (1983), Empty Nest (1994-1995), Iron Man (1994-1996), Beverly Hills, 90210 (1996-1998), Sunset Beach (1997-1998), Passions (2005-2008) en General Hospital (2008).
Reilly leed  zijn laatste jaren aan de ziekte van Alzheimer, en stierf op 9 januari 2021 uiteindelijk aan een hartinfarct.

## Filmografie

### Films
Selectie:
- 1983 Deal of the Century – als Swain
- 1975 The Great Waldo Pepper – als ster op western show

### Televisieseries
Uitgezonderd eenmalige gastrollen.
- 2012 The Bay - als Mortimer - 4 afl.
- 2005 – 2008 Passions – als Alister Crane – 108 afl.
- 1997 – 2002 Arli$$ – als Mike Armstrong – 9 afl.
- 1997 – 1999 Sunset Beach – als Del Douglas – 22 afl.
- 1998 Mortal Kombat: Conquest – als Baron Reyland – 3 afl.
- 1996 – 1998 Beverly Hills, 90210 – als Bill Taylor – 8 afl.
- 1994 – 1996 Iron Man – als diverse stemmen – 20 afl.
- 1994 – 1995 Empty Nest – als Adam Blakely – 2 afl.
- 1984 - 1995 General Hospital - als Sean Donely - 315 afl.
- 1984 Dynasty - als J.J. - 3 afl.
- 1984 Paper Dolls – als Jake Larner – 5 afl.
- 1983 Dallas – als Roy Ralston – 6 afl.
- 1982 – 1983 Silver Spoons – als Bob Danish – 2 afl.
- 1981 – 1982 Hart to Hart – als Billingsley en Jess – 2 afl.
- 1981 Quincy, M.E. – als Flannery – 2 afl.
- 1976 - 1978 How the West Was Won – als Jeremiah Taylor – 4 afl.
- 1974 – 1976 As The World Turns – als dr. Dan Stewart – ? afl.

- International Standard Name Identifier: 0000 0001 1296 5377
- Library of Congress Control Number: no2006107757
- Virtual International Authority File: 164810145